# Service militaire
Le service militaire est une période de travail passée au service de l'armée d'un pays. Il évolue profondément, à l'échelle mondiale, à partir du XIXe siècle, en raison du développement de la conscription. Le service militaire est une période de formation physique et psychologique par la contrainte, qui influence également l'ensemble du corps social au XXe siècle.  

## Histoire
À partir du XIXe siècle, le service militaire combiné à la généralisation de la conscription entraîne un processus mondial de mobilisation militaire des sociétés, en temps de guerre comme en temps de paix. 

### Rome antique
Du Ier siècle au IIIe siècle l'armée de Rome avait un recrutement très sélectif : cinq ou six hommes étaient admis sur 200 à 300 personnes qui se présentaient. Les soldats choisis étaient les meilleurs physiquement, mais ils devaient également savoir parler latin ou ne pas être esclaves. Être soldat est alors bien vu : « devenir soldat était un privilège très recherché. Cela offrait une position sociale respectée ainsi qu’un salaire régulier. ». L'entraînement dure quatre mois, le soldat s'entraîne ensuite régulièrement, et maintient notamment sa force physique.

### Révolution de la conscription

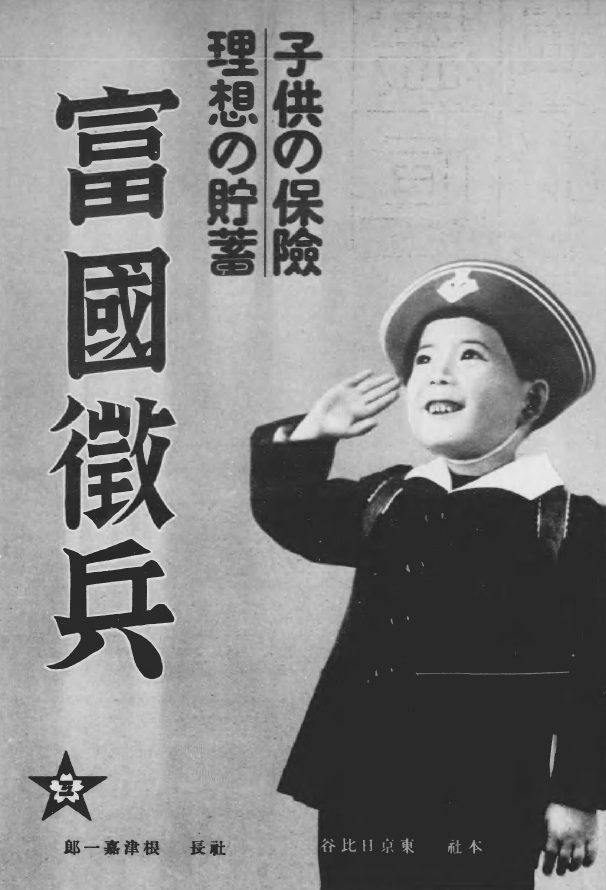
Affiche de propagande japonaise de 1938, vantant la conscription.

La révolution française met en place une forme nouvelle de citoyenneté, fondée en partie sur l'impératif de la défense de la patrie. Ce modèle français — le soldat-citoyen des levées en masse révolutionnaires, puis de la Loi Jourdan-Delbrel — est repris en Prusse en 1814, associé à la création de la forme moderne de l'État, puis en Italie, en Russie et en Belgique, ensuite au Paraguay décimé par le conflit de la triple alliance, et enfin au Japon en 1872. 
Le service militaire fondé sur la conscription s'oppose au modèle de recrutement « anglo-libéral » fondé sur une organisation locale et sur le volontariat, à quelques exceptions près. Ainsi, les États américains expérimentent la conscription lors de la guerre de Sécession. Cependant, le Royaume-Uni, puis la Nouvelle-Zélande, le Canada et les États-Unis imposent le service militaire masculin au cours de la Première Guerre mondiale. Cette tendance s'accentue lors de la Seconde Guerre mondiale, et « entre 1940 et 1945, le taux de militarisation des nations en guerre franchit de nouveaux records », puisque 87 millions d'Occidentaux, notamment, sont incorporés dans l'armée. 

### Discipline, endurance et techniques du corps
Les techniques du corps d'origine prussienne, notamment la marche au pas cadencé, l'apprentissage de la cohésion en ordre serré, et les épreuves physiques en général constituent dès le XIXe siècle le moyen de la discipline, destinée à « façonner un homme redressé par l'instruction militaire initiale »,.

La brutalité physique doit contraindre les hommes pour permettre l'acquisition d'automatismes, par la longue répétition des mêmes gestes ; elle met en scène une économie corporelle fondée sur la complémentarité de l'homme et de son arme, et établit un certain nombre de représentations : la verticalité du soldat témoigne de sa droiture morale, son immobilité est le signe du contrôle des émotions, la précision des manœuvres évoque un sentiment de cohésion et de solidarité.

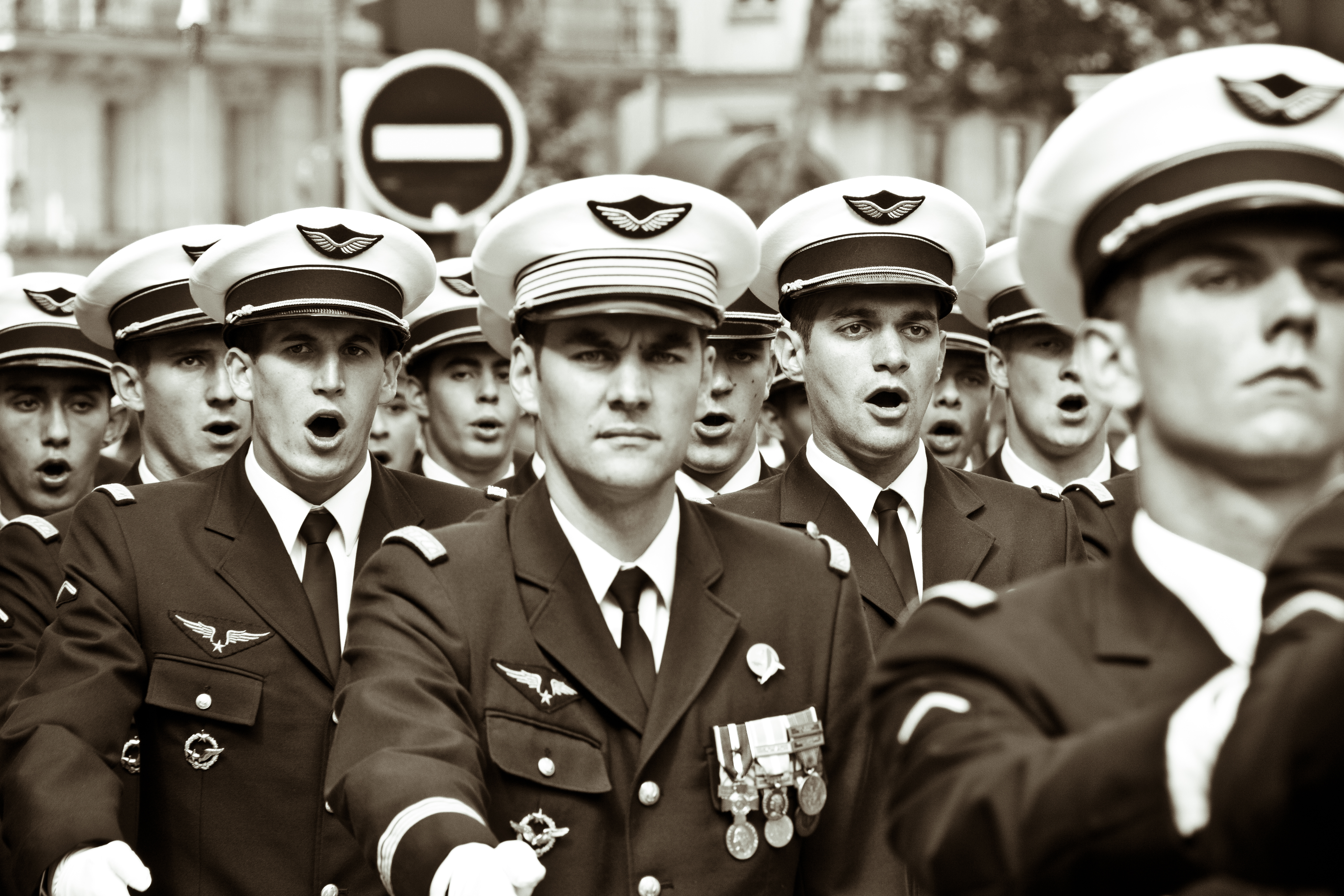
Parade militaire en ordre serré et au pas cadencé sur les Champs-Élysées, Paris, 14 juillet 2014.

L'expérience des guerres entraîne une évolution progressive du modèle : après la guerre franco-prussienne de 1870, l'accent est mis sur la gymnastique, la boxe et l'escrime, afin de développer la souplesse du combattant. La guerre russo-japonaise de 1904-1905 entraîne une inflexion de la formation du soldat, en Europe, vers une meilleure prise en compte de la mobilité individuelle du combattant, de la pratique du tir en position couchée, du déplacement sur des terrains variés. Ces évolutions ne détrônent pas pour autant les manœuvres en ordre serré, qui garantissent un fort degré de coercition dans la formation militaire.
L'exercice physique de la marche, avec une charge moyenne d'une trentaine de kilos, doit développer l'endurance du fantassin. Au-delà de l'endurance physique, il importe que celle-ci soit également morale et psychologique. L'entrainement des marines américains au milieu du XXe siècle mêle « épuisement physique [et] harcèlement moral, afin d'éprouver leur capacité à souffrir et, par conséquent, leur puissance potentielle ». 

### Former la société
Progressivement, le service militaire devient un « rite de passage vers l'âge adulte, [...] une école de la masculinité, dispensatrice de discipline, d'ordre et de vigueur ».

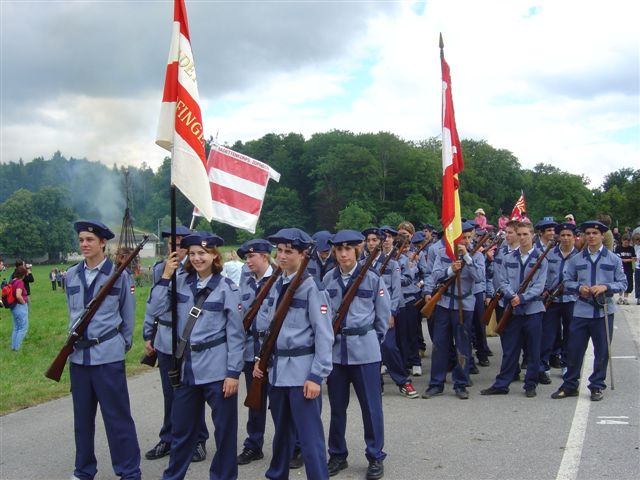
Le corps des cadets de la ville de Zofingue, en Suisse, en 2005.

Il s'inscrit d'abord dans un maillage du corps social sur la longue durée : les organisations de jeunesse précèdent le service militaire proprement dit, les associations de vétérans le complètent. Dans l'Allemagne de 1913, les premières comptent 700 000 jeunes, les secondes trois millions de vétérans. Au Royaume-Uni, le général Baden-Powell crée en 1907 un premier camp d'entraînement pour la jeunesse, avec « l'idée d'une préparation sportive et militaire susceptible d'enrayer un prétendu déclin de la race », et le mouvement boy-scout est fondé un an plus tard. En 1914, 41 % des jeunes britanniques sont membres d'une organisation de jeunesse. Dans la République de Weimar, alors que l'armée est limitée à un effectif de 100 000 soldats, les associations de vétérans recensent presque trois millions d'hommes en 1930, alimentant la Reichswehr noire.
Les régimes totalitaires des années 1930 poussent ensuite ce maillage du corps social à l'extrême, réalisant un « effacement de l'individu derrière la communauté nationale » au nom d'une fusion entre l'armée et la société civile. Un employé japonais aux affaires militaires, en 1939, témoigne :

« En temps de paix, comme en temps de guerre, il fallait être parfaitement au courant de la situation de chaque individu, les connaître tous, y compris les jeunes du village. [...] Quand un homme entrait pour la première fois dans l'armée, tout était déjà enregistré, y compris ses pensées ».

— Degun Shigenobu

### École de virilité
Le service militaire est généralement promu comme l'accession à une nouvelle norme de virilité, qui irrigue profondément les sociétés à partir du XIXe siècle : « Les valeurs de loyauté, d’honneur et de courage fusionnent dans un idéal de patriotisme viril ».
Après 1975 cependant, la professionnalisation comme la féminisation des armées « semblent remettre en question le prestige du mythe militaro-viril et son enracinement dans la société ».

### Déclin progressif

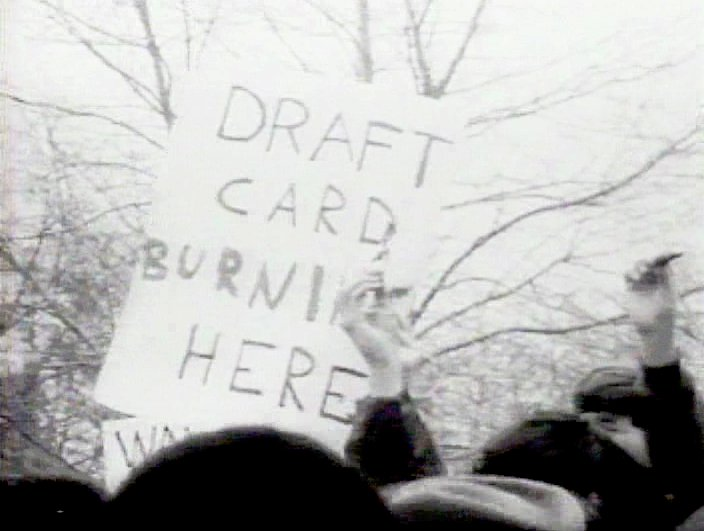
En 1967, des soldats se rassemblent à New York et brûlent leurs ordres d'incorporation en guise de protestation contre la guerre du Vietnam.

Le service militaire, au service d'une armée de masse permanente, connaît un déclin progressif, notamment après 1962 — la guerre d'Algérie a cependant mobilisé 1,2 million d'appelés français — et surtout 1975, alors que la Guerre du Viêt Nam a causé la mort de 58 000 conscrits américains. À l'exception notable d'Israël, les armées des démocraties se professionnalisent, et se féminisent en partie.
Pour l'historienne Odile Roynette, cette évolution ne permet cependant pas de conclure « à un mouvement général de déliaison entre l'armée et la société, et à une démilitarisation, reléguant dans le passé le modèle du soldat-citoyen ».

### Réintroduction
À partir de 2014, certains pays ont réintroduit le service depuis l'annexion de la Crimée par la Russie : l'Ukraine en 2014, la Lituanie en 2015, et la Norvège pour les femmes. La Suède le fait par la suite, et la France introduit le SNU en 2019.

## Service militaire par pays

### Danemark
Au Danemark, le service militaire est historiquement obligatoire pour les hommes, les femmes pouvant s'engager volontairement. Le 1er juillet 2025, face à la menace russe, l'obligation de service militaire s'étend aux femmes. Les appelés sont sélectionnés par tirage au sort. Cette extension de la conscription obligatoire aux femmes suit celle décidée dans les pays scandinaves voisins (en Norvège par un vote de 2013, mis en place en 2016 ; en Suède en 2017).

### France
Sous l'Ancien Régime, le service militaire est réservé à des professionnels. Néanmoins, à partir de 1688, le roi oblige ses sujets à fournir des milices provinciales pour compléter ses troupes ; les miliciens provinciaux (dont le nom a varié) ont souvent été désignés par tirage au sort. Le 5 septembre 1798,  au Conseil des Cinq-Cents, le député Jean-Baptiste Jourdan fait voter la loi qui rend le service militaire obligatoire. L'article premier de la loi énonce : « Tout Français est soldat et se doit à la défense de la patrie ». Tous les hommes français doivent effectuer un service militaire de 5 ans de 20 à 25 ans.
Louis XVIII abolit la loi Jourdan, et donc le service militaire. À compter du 10 mars 1818 : le recrutement se fait par engagement et tirage au sort. Le service dure 6 ans. 
À partir du 27 juillet 1872, le service national est obligatoire pour tous les hommes et pour une durée de cinq années. Le 21 mars 1905, sous le gouvernement de Maurice Rouvier, le service militaire de deux ans est à nouveau obligatoire pour tous les hommes. Il est réduit à 18 mois en 1950, à 16 mois en 1963, à douze en 1970, puis dix en 1992. Enfin, le 28 mai 1996, le président de la République française, Jacques Chirac, annonce la suspension sine die du service militaire obligatoire ; celui-ci est remplacé par une journée d'appel de préparation à la défense (JAPD). La loi est votée le 28 octobre 1997. Un service militaire volontaire est créé en 2015.

## Femmes et service militaire
Si quelques femmes ont combattu pendant la Première Guerre mondiale, c'est vraiment à partir de la Seconde Guerre mondiale qu'elles peuvent s'engager. La féminisation des armées est en hausse depuis la fin des années 1990. En 2019, l'armée française était féminisée à 16,1 %, les armées allemande et britannique à environ 10 %.